# Nicolas Postgate
Nicolas Postgate (1596 ou 1597 - 7 août 1679) est un prêtre catholique anglais exécuté pour trahison sur le Knavesmire à York le 6 août 1679 dans le cadre de la persécution anti-catholique qui balaie l'Angleterre à cette époque. Il est l'un des 85 martyrs catholiques d'Angleterre et du Pays de Galles béatifiés par le pape Jean-Paul II en novembre 1987.

## Jeunesse et sacerdoce
Postgate est né à Kirkdale House, Egton, Yorkshire, Angleterre. Il entre au collège de Douai, en France, le 11 juillet 1621. Il prête serment le 12 mars 1623, reçoit les ordres mineurs le 23 décembre 1624, le sous-diaconat le 18 décembre 1627, le diaconat, le 18 mars 1628, et le sacerdoce deux jours plus tard. Il est envoyé en mission le 29 juin 1630, et travaille en Angleterre pour la religion catholique, s'installant finalement à Ugthorpe, non loin de sa ville natale, dans les années 1660. Sa paroisse, qui était connu sous le nom de Blackamoor, s'étendait entre Guisborough, Pickering et Scarborough. Thomas Ward, qui a écrit plus tard sur lui, le connaissait bien.

## Contexte de l'arrestation
Bien que le sentiment anti-catholique en Angleterre se soit considérablement atténué à cette époque, il s'est à nouveau embrasé en raison du faux complot papiste de 1678 ; un faux témoignage de Titus Oates a prétendu qu'il y avait une conspiration pour installer un roi catholique, ce qui conduit à une nouvelle et féroce persécution des catholiques anglais. L'une des dernières victimes est Nicolas Postgate.
Au cours de la panique provoquée par Oates, un éminent magistrat protestant de Londres, Sir Edmund Berry Godfrey, est assassiné et Oates blâme les catholiques ; le valet de Sir Edmund, John Reeves, entreprend de se venger. Pour des raisons qui ne sont pas claires, il  décide d'agir dans la région de Whitby, peut-être parce qu'il savait que des prêtres y arrivaient de France.

## Arrestation et exécution
Nicolas Postgate est appréhendé par Reeves, alors qu'il effectuait un baptême dans la maison de Matthew Lyth, à Little Beck, près de Whitby. Reeves, avec un collègue appelé William Cockerill, fait une descente dans la maison pendant la cérémonie et attrape le prêtre, alors âgé de 82 ans. Postgate est condamné en tant que prêtre catholique. Il est pendu, éventré et écartelé à York, ses quartiers sont donnés à ses amis et enterrés. L'une de ses mains est envoyée au Collège Douai.
Reeves est répertorié dans un livre du trésor comme ayant été payé 22 shillings pour son arrestation de Postgate mais certains pensent qu'il n'a pas reçu l'argent avant de se suicider par noyade.

## L'héritage de Nicolas Postgate
La pierre d'autel portative de Postgate est suspendue à l'avant de l'autel de l'église catholique Saint-Joseph de Pickering, où elle est maintenant vénérée.
Chaque année depuis 1974, une messe en plein air est organisé – alternativement à Egton Bridge et à Ugthorpe – en son honneur et le pub d'Egton Bridge est appelé « The Postgate » en son honneur.
Comme le nom est rare, il est probablement lié à la famille Postgate qui comptait de nombreux membres notables à partir du XIXe siècle.
La Postgate Society vise à diffuser la connaissance de Nicolas Postgate et à promouvoir l'intérêt pour l'histoire catholique pendant les persécutions.
Un groupe de 27 écoles catholiques à travers Teesside et North Yorkshire, le Nicholas Postgate Catholic Academy Trust, est également nommé en son honneur.